# Kegeliella kupperi
Kegeliella kupperi là một loài thực vật có hoa trong họ Lan. Loài này được Mansf. mô tả khoa học đầu tiên năm 1934.